# Скромное обаяние буржуазии
«Скро́мное обая́ние буржуази́и» (фр. Le Charme discret de la bourgeoisie) — кинофильм Луиса Бунюэля 1972 года. Средствами сюрреализма высмеивает лицемерие современного общества. В 1972 году удостоен премии «Оскар» как лучший иностранный фильм.
В советский прокат фильм вышел в 1987 году с дубляжем киностудии имени Горького.

## Сюжет
Фильм состоит из нескольких новелл, объединённых повторяющимся сюжетом. Группа людей, хорошо знакомых между собой — друзья, деловые партнёры, супруги, любовники — пытаются вместе пообедать. Однако все эти попытки расстраиваются из-за разных причин, иногда банальных, иногда совершенно нелепых.
Первая новелла начинается с того, что супруги Тевено в сопровождении своего знакомого, посла вымышленной латиноамериканской республики Миранда дона Рафаэля Акоста, идут на званый ужин к супругам Сенешаль. Однако хозяйка дома, Алиса Сенешаль, удивляется и говорит, что ждала их на вечер следующего дня и не приготовила ужин.
Некстати пришедшие гости зовут саму Алису присоединиться к ним и всё-таки поужинать вместе в близлежащей гостинице. Обсуждается заказ из блюд французской кухни: запечённый паштет из зайца (фр. terrine de lièvre), улитки под белым вином (фр. escargots à la chablisienne), дыня в портвейне (фр. melon au porto), осетровая икра и т. п. Цены в меню умеренные, но посетителей нет, что вызывает тревогу компании. Выясняется, что хозяин ресторана умер несколько часов назад, и его тело лежит в соседней комнате. Дамы не желают здесь ужинать и компания уходит.
В посольстве Миранды дон Акоста обсуждает с Тевено и Сенешалем очередную поставку кокаина в дипломатической почте посла и возможные проблемы с марсельской мафией.
Два дня спустя та же компания пытается пообедать в доме Сенешалей, но Анри Сенешаль и его жена убегают в сад, чтобы заняться сексом, вместо того чтобы присоединиться к обеду. Один из присутствующих истолковывает их отсутствие как знак того, что сюда идёт полиция, намеренная арестовать участников кокаиновой сделки. Гости в панике скрываются. Вернувшиеся из сада супруги удивлены. Далее следует сцена с появлением местного епископа, желающего устроиться к Сенешалям садовником для дополнительного заработка. В дальнейшем епископ получает заметное место в сюжете. Он рассказывает семейную историю о том, как его родители были отравлены мышьяком и виновник так и не был задержан. Позже в фильме он идет благословить тяжело больного, который оказывается убийцей; совершив обряд, епископ стреляет в умирающего из ружья.
Далее женщины пытаются посидеть в кафе, но там кончаются все напитки, включая чай и кофе. Пока они ждут, появляется некий лейтенант и рассказывает семейную историю о встрече с призраком умершей матери.
Следующая попытка обеда на сцене театра оказывается сном Сенешаля.
Обед в доме Сенешалей прерывается появлением группы офицеров, направляющихся на манёвры. В ожидании обеда гости балуются травкой, при этом полковник утверждает что марихуана не наркотик и что во Вьетнаме её курили все: от солдат до генералов. Полковник приглашает компанию отобедать в его доме.
Обед в доме полковника. В ожидании приглашения к столу мужчины заводят с послом Миранды светские беседы о положении в его стране, задавая неловкие вопросы: правда ли что в Миранде растёт неравенство между бедными и богатыми и процветает коррупция; правда ли, что правительство преследует протестующих студентов и ввело тотальную цензуру и тому подобное. Акоста всё отрицает («Раньше такое бывало, как и везде, но сейчас с этим покончено, у нас теперь демократия».); протестующих студентов он сравнивает с назойливыми мухами, и т. п. Хозяйка его останавливает и поручает мужу занять посла беседой. Светская беседа кончается скандалом: между полковником и послом происходит ссора, в ходе которой Акоста получает пощёчину и в ответ стреляет в полковника. Выясняется, что вся история лишь кошмарный сон Акосты.
Обед у Сенешалей. Появляется полиция и всех забирает. Пока компания находится в участке, туда является призрак «Кровавого Сержанта», убитого во время студенческих протестов. После звонка министра внутренних дел комиссар вынужден всех выпустить.
Очередной обед у Сенешалей прерывается появлением марсельской мафии. Всех расстреливают из автоматов за исключением Рафаэля, который спрятался под столом. Он не может удержаться и пытается тайком взять со стола кусок запечённой бараньей ноги, после чего получает очередь из автомата и просыпается: все оказалось лишь кошмарным сном.
Фильм заканчивается на полуслове: вся компания идёт по шоссе в неизвестном направлении.

## В ролях
- Фернандо Рей — дон Рафаэль Акоста
- Поль Франкёр — мсье Тевено
- Дельфин Сейриг — Симона Тевено
- Бюль Ожье — Флоранс
- Стефан Одран — Алиса Сенешаль
- Жан-Пьер Кассель — Анри Сенешаль
- Жюльен Берто — епископ Дюфур
- Милена Вукотич — Инес
- Мария Габриэлла Майоне — террористка
- Клод Пьеплю — полковник
- Муни[фр.] — крестьянка
- Франсуа Местр — Делеклюз, начальник полиции
- Мишель Пикколи — министр

## Награды и номинации

### Награды
- 1973
  - Премия «Оскар»
    - Лучший фильм на иностранном языке

  - Премия Французского общества кинокритиков
    - Лучший фильм

  - Премия Национального общества кинокритиков США
    - Лучший режиссёр — Луис Бунюэль
    - Лучший фильм
- 1974
  - Премия BAFTA
    - Лучшая актриса — Стефан Одран
    - Лучший сценарий — Луис Бунюэль, Жан-Клод Каррьер

### Номинации
- 1973
  - Премия «Оскар»
    - Лучший сценарий — Луис Бунюэль, Жан-Клод Каррьер

  - Премия «Золотой глобус»
    - Лучший фильм на иностранном языке
- 1974
  - Премия BAFTA
    - Лучший режиссёр — Луис Бунюэль
    - Лучший фильм
    - Лучший саундтрек — Ги Виллетт, Луис Бунюэль

## Комментарии
1. ↑  В фильме упоминаются и другие блюда французской кухни: omelette
aux truffes — омлет с трюфелями; pintade aux morilles — тушёная грудка цесарки с грибами (съедобными сморчками); gigot — запечённый бараний окорок; potage aux herbes du jardin — суп c садовыми травами.